# Варшавский торговый центр
Варшавский торговый центр (англ. Warsaw Trade Tower) — небоскрёб в Варшаве, Польша. Высота 43-этажного небоскреба составляет 184 метра, вместе с антенной — 208 метров, по состоянию на начало 2024 года он является пятым по высоте небоскребом Польши. Строительство башни продолжалось с июня 1997 по ноябрь 1999 года. Здание спроектировано архитектурным бюро Wyszyński, Majewski, Hermanowicz & RTKL. Строительством занималась южнокорейская компания Daewoo, которая в 2002 году продала объект компании Apollo-Rida.